# أدريان دومينك
أدريان دومينك (بالإسبانية: Adrián Domenech)‏ هو لاعب كرة قدم ومدرب كرة قدم أرجنتيني، ولد في 25 مارس 1959 في بوينس آيرس في الأرجنتين. لعب مع أرجنتينوس جونيورز وإنديبندينتي وبوكا جونيورز وغنتشلربيرليغي.